# Виктор Либа
Виктор Либа е български нео-соул изпълнител.

## Биография и творчество
Виктор Либа е роден през 1987 година в Пловдив, България. Екзотичният си вид дължи на баща си, който е от африкански произход. Завършва музикално училище, специалност флейта.

### Група 032
В тийнейджърските си години е част от момчешката банда „Група 032“. Групата има зад гърба си хит сингли като „Дай ми знак“ и „Три минути“ (с Цветелина Янева), както и множество песни, влезли в челните места на българските поп класации, продуцирани от един от най-големите български лейбъли „Старс Рекърдс“. Многобройни концерти, телевизионни изяви в топ рейтингови програми, номинации и призове от годишни музикални награди, турне в Китай, съвместна работа с някои от най-добрите български музиканти (Лили Иванова, Хилда Казасян, Мария Илиева, Владимир Ампов, Любо Киров и др.) са само част от успехите на талантливите момчета, сочени от музикални критици, като най-добрите мъжки гласове в страната.
След изтичането на договора на групата с продуцентската им компания „032“ започват да мислят за соловите си проекти. Виктор Либа се мести в Милано, където живее и учи.

### „Само с очи“
През декември 2014 излиза първият солов сингъл на Виктор Либа – Само с очи, продуциран от музикалния лейбъл на Любо Киров – My Sound Universe. Песента веднага заема първите места на две от класациите на Българското национално радио, както и осмо място по продажби в класацията на iTunes за България.
Текстът, музиката и аранжиментът са дело на Боян Христов (B.O.Y.A.N.). Видеото към „Само с очи“ е режисирано от Ян Петров, оператор е Долорес Алварадо, а монтажът е на Йордан Динчев. Грим: Благовеста Пенева. Стайлингът е поверен на британския лейбъл за висша мода „MAI-GIDAH“ в лицето на дизайнера Алек Али Абдулрахим.
За първи път в българската музикална индустрия се появява клип, заснет на емблематичната Бузлуджа в Централна Стара Планина. В рамките на два дни екипът претворява мястото в приказен свят, разказващ собствена история за непреходността на любовта, за препятствията, които се изпречват на пътя ѝ, и за нейната абсолютност.

## Дискография
- „Само с очи“ (2014)